# Woodland Park (Nebraska)
Woodland Park es un lugar designado por el censo ubicado en el condado de Stanton en el estado estadounidense de Nebraska. En el Censo de 2010 tenía una población de 1866 habitantes y una densidad poblacional de 472,44 personas por km².

## Geografía
Woodland Park se encuentra ubicado en las coordenadas 42°3′16″N 97°20′41″O / 42.05444, -97.34472. Según la Oficina del Censo de los Estados Unidos, Woodland Park tiene una superficie total de 3.95 km², de la cual 3.95 km² corresponden a tierra firme y (0%) 0 km² es agua.

## Demografía
Según el censo de 2010, había 1866 personas residiendo en Woodland Park. La densidad de población era de 472,44 hab./km². De los 1866 habitantes, Woodland Park estaba compuesto por el 90.19% blancos, el 1.5% eran afroamericanos, el 0.75% eran amerindios, el 0% eran asiáticos, el 0% eran isleños del Pacífico, el 6.16% eran de otras razas y el 1.39% pertenecían a dos o más razas. Del total de la población el 8.95% eran hispanos o latinos de cualquier raza.